# Елизабет фон Бранденбург-Кюстрин
Елизабет фон Бранденбург-Кюстрин (на немски: Elisabeth von Brandenburg-Küstrin; * 29 август 1540, Кюстрин; † 8 март 1578 при Варшава) от фамилията Хоенцолерн, е принцеса от Маркграфство Бранденбург-Кюстрин и чрез женитба маркграфиня на Бранденбург-Ансбах и Бранденбург-Кулмбах.

## Живот
Тя е по-голямата от двете дъщери на маркграф Йохан фон Бранденбург-Кюстрин (1513 – 1571) и съпругата му принцеса Катарина фон Брауншвайг-Волфенбютел (1518 – 1574), дъщеря на херцог Хайнрих II от Брауншвайг-Волфенбютел.
Елизабет се омъжва на 26 декември 1558 г. в Кюстрин за маркграф Георг Фридрих I фон Бранденбург-Ансбах-Кулмбах (1539 – 1603) от род Хоенцолерн. За пруския херцог Албрехт Фридрих нейният съпруг е от 1577 г. като щатхалтер на регентството в Херцогство Прусия.
Елизабет умира през 1578 г. по време на престой в двора на Варшава, когато полският крал Стефан Батори трябва да даде херцогската титла на нейния съпруг. Тя е погребана в катедралата на Кьонигсберг.